# 里斯地区基希海姆
里斯地区基希海姆（德語：Kirchheim am Ries）是德国巴登-符腾堡州的一个市镇。总面积21.05平方公里，总人口1894人，其中男性969人，女性925人（2011年12月31日），人口密度90人/平方公里。